# قبة الصخرة
مصلى قبة الصخرة أحد أجزاء المسجد الأقصى «فالمسجد الأقصى هو كل ما داخل سور الأقصى»، وهو جزء من أحد أهم المساجد الإسلامية في مدينة القدس وفلسطين والعالم الإسلامي، ومن أجمل الأبنية في العالم، إذ تُعتبر قبّته من أهم وأبرز المعالم المعمارية الإسلامية، كما ويُعتبر أقدم بناء إسلامي بقي مُحافظا على شكله وزخرفته. بنى هذا المسجد والقبّة الخليفة عبد الملك بن مروان، حيث بدأ في بنائها عام 66هـ الموافق 685م، وانتهى منها عام 72هـ الموافق 691م، وأشرف على بنائها المهندسان رجاء بن حيوة الكندي، وهو من التابعين المعروفين، ويزيد بن سلام مولى عبد الملك بن مروان. وقبّة الصخرة عبارة عن بناء مثمن الأضلاع له أربعة أبواب، وفي داخله تثمينة أخرى تقوم على دعامات وأعمدة أسطوانية، في داخلها دائرة تتوسطها «الصخرة المُشرفة» التي عرج منها النبي محمد إلى السماء في رحلة الإسراء والمعراج،
وترتفع هذه الصخرة نحو 1,5 متراً عن أرضية البناء، وهي غير منتظمة الشكل، ويتراوح قطرها بين 13 و 18 متراً، وتعلو الصخرة في الوسط قبّة دائرية قطرها حوالي 20 متراً، مطلية من الخارج بألواح الذهب، ارتفاعها 35 متراً، يعلوها هلال بارتفاع خمسة أمتار.
ويذكر بعض العلماء أن الكنائس التي بناها فرسان الهيكل فيما بعد، تأثرت بأسلوب العمارة الإسلامية وبنمط قبة الصخرة، ويظهر ذلك جليًا في قلعة كاستل دل مونتي الإيطالية.
تعتبر قبة الصخرة المشرفة إحدى أهم المعالم الإسلامية في العالم، فإضافة إلى مكانتها وقدسيتها الدينية، فهي أقدم نموذج في العمارة الإسلامية، ولما تحمله من روعة فنية وجمالية تطوي بين زخارفها بصمات الحضارة الإسلامية على مر فتراتها المتتابعة، حيث جلبت انتباه واهتمام الباحثين والزائرين من كل البقاع، لما امتازت به من تناسق وانسجام عناصرها المعمارية والزخرفية، حتى اعتبرت آية في الهندسة المعمارية.
وقد اهتم المسلمون برعاية وعناية قبة الصخرة المشرفة، على مر الفترات الإسلامية المتعاقبة، خاصة بعد كل خراب له جراء التأثيرات الطبيعية، من هزات أرضية أو عواصف أو أمطار أو حرائق، فلم يتأخر أي خليفة أو سلطان في ترميمها والحفاظ عليها.

## تاريخ

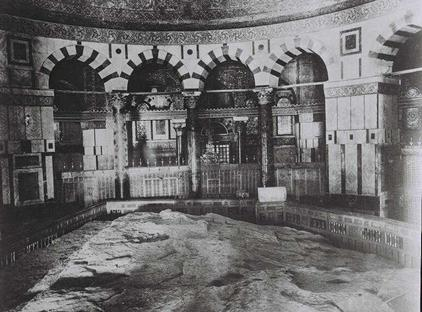
الصخرة المشرفة داخل مبنى قبة الصخرة عام 1915م.

بنى الخليفة الأموي عبد الملك بن مروان المصلى عام 72هـ لاستقطاب المسلمين إلى هذه البقعة المقدسة، بعد نقل عاصمة الخلافة من المدينة المنورة إلى دمشق وإقامة الأمويين في بلاد الشام.[محل شك] ويقع المصلى وسط هضبة صخرية واسعة تسمى الحرم الشريف ويقع على امتداد محوره الجامع القبلي.
تعد قبة الصخرة من أهم معالم المسجد الأقصى المبارك، وقد شرع في إنشائه عبد الملك بن مروان الخليفة الأموي الخامس، سنة 68هـ\688م، حول الصخرة المشرفة الواقعة على صحن مرتفع وسط ساحة الحرم الشريف، وانتهى بناؤها عام 72هـ\691م.
وقد أقام عبد الملك فوقها بناء مستديرًا، مكونًا من قبة خشبية مرتكزة على رقبة مستديرة الشكل، محاطة بست عشرة نافذة. وهذه الرقبة مستندة على رواق مستدير، محمولة على أربعة أركان من الرخام الأبيض المشجر، واثني عشر عمودًا موزعة، بحيث يعقب كل ركن ثلاثة أعمدة. ويتكون باقي البناء الذي في ظاهر الرواق الداخلي المستدير من مطافين يحوطان به. وهما منفصلان، أحدهما عن الآخر، برواق وسطي مثمن الشكل، محمول على ثمانية أركان، مؤزرة بالرخام المشجر والملون البديع، وستة عشر عمودًا موزعة بحيث يعقب كل ركن عمودان. ويربط الأركان والعمد التي بينها بساطل وهو رابط خشبي ملبس بالنحاس الأصفر المذهب المنقوش. وتعلو البساطلَ قناطرُ كلها مزينة بالفص المذهب البديع المزين بأنواع التشجير والتنميق. وقد نص على هذه القناطر سقف مائل من الخشب، دهن باطنه بأشكال هندسية ظريفة، وصفح من الظاهر بأنواع الرصاص. ويشغل باقي المساحة مطاق خارجي يقع بين الرواق الوسطي وجدران البناء الخارجية التي تتخذ شكلًا مثمنًا، ولكل ضلع من أضلاعه المقابلة للجهات الأربع باب. وعلى بعد بضعة أمتار خارج الباب الشرقي تقوم فيه السلسلة. وهي بناء جميل كثير الشبه بقبة الصخرة مما جعل بعض الدارسين يعتقد أنه بني كأُنْموذَجٍ لها.
وجدير بالذكر، أن جميع الدراسات والاختبارات الأثرية الكثيرة التي أجراها علماء مختصون على البناء، خلال عمليات الصيانة والترميم على مدى الأزمان، أثبتت بما لا يدع مجالًا لأي شك، أن قبة الصخرة، بكامل أساساتها وجدرانها الخارجية، هي من إنشاء عبد الملك بن مروان، وأنها بناء متجانس الأجزاء، لا يضم بقايا أي بناء قديم كما توهم بعضهم.

## التسمية
سُميَّ مسجد قبة الصخرة بهذا الاسم نسبةً إلى الصخرة المُشرفة التي عرج منها النبي محمد في رحلة الإسراء والمعراج. إن قبة الصخرة أثر هام في تاريخ العمارة الإسلامية مرتبط بكل مسلم وبعقيدته في الإسراء والمعراج، وهي في العمارة الإسلامية أقدم أثر باق يشهد على نشأة فن العمارة الإسلامية، وعلى جمال زخرفة هذا الفن الجديد، وقبة الصخرة أثر يشهد لبانيه خليفة المسلمين الأموي عبد الملك بن مروان بجهده ويوضع لبنة أولى في صرح العمارة الإسلامية.

## الوصف

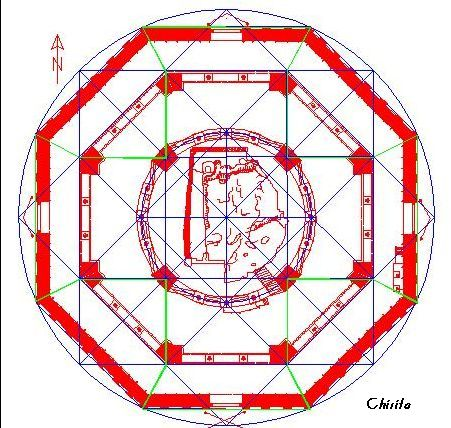
تخطيط المصلى.

هو بناء من الحجر على تخطيط مثمن طول ضلعه نحو 12,5 متراً، وداخل المثمن الخارجي مثمن آخر داخلي، وفي كل ضلع من أضلاعه ثلاثة عقود محمولة على عمود وثمانية أكتاف، وداخل المثمن الثاني دائرة من 12 عمودا وأربعة أكتاف، وفوق الدائرة قبة قطرها 20,44 متراً، وارتفاع القبة الحالي يبلغ 35,30 متراً عن مستوى التربة، مرفوعة على رقبة أسطوانة فتحت بها 161 نافذة، وهي من الخشب تغطيها من الداخل طبقة من الجبص ومن الخارج طبقة من الرصاص، وللمسجد أربعة أبواب متعامدة.
أما القبب الخارجية والداخلية فهي منظمة على هيكل مركزي، هيكل القبة الخارجية مشبوك على إطار الأسطوانة الخارجية، هذا الإطار مصنوع من جسور خشبية موصولة مع بعضها لتشكل سلسلة دائرية مستمرة، فوق هذه الجسور توجد شبكة خشبية يوضع عليها طبقة الغطاء الخارجية.
وتقع الصخرة المشرفة في مركز هذا المصلى، ويعتقد العامة أن هذه الصخرة معلقة بين السماء والأرض وهذا اعتقاد خاطئ. ويوجد أسفل الصخرة كهف به محراب قديم يطلق عليه مصلى الأنبياء، ويحيط بالصخرة حاجز من الخشب المعشق من تجديدات السلطان الناصر محمد بن قلاوون عام 725هـ، وتحيط بمنطقة الصخرة أربع دعامات من الحجر المغلف ببلاطات الرخام، بينها 12 عموداً من الرخام، تحمل 16 عقداً تشكل في أعلاها رقبة أسطوانية، تقوم عليها القبة.

### الصخرة

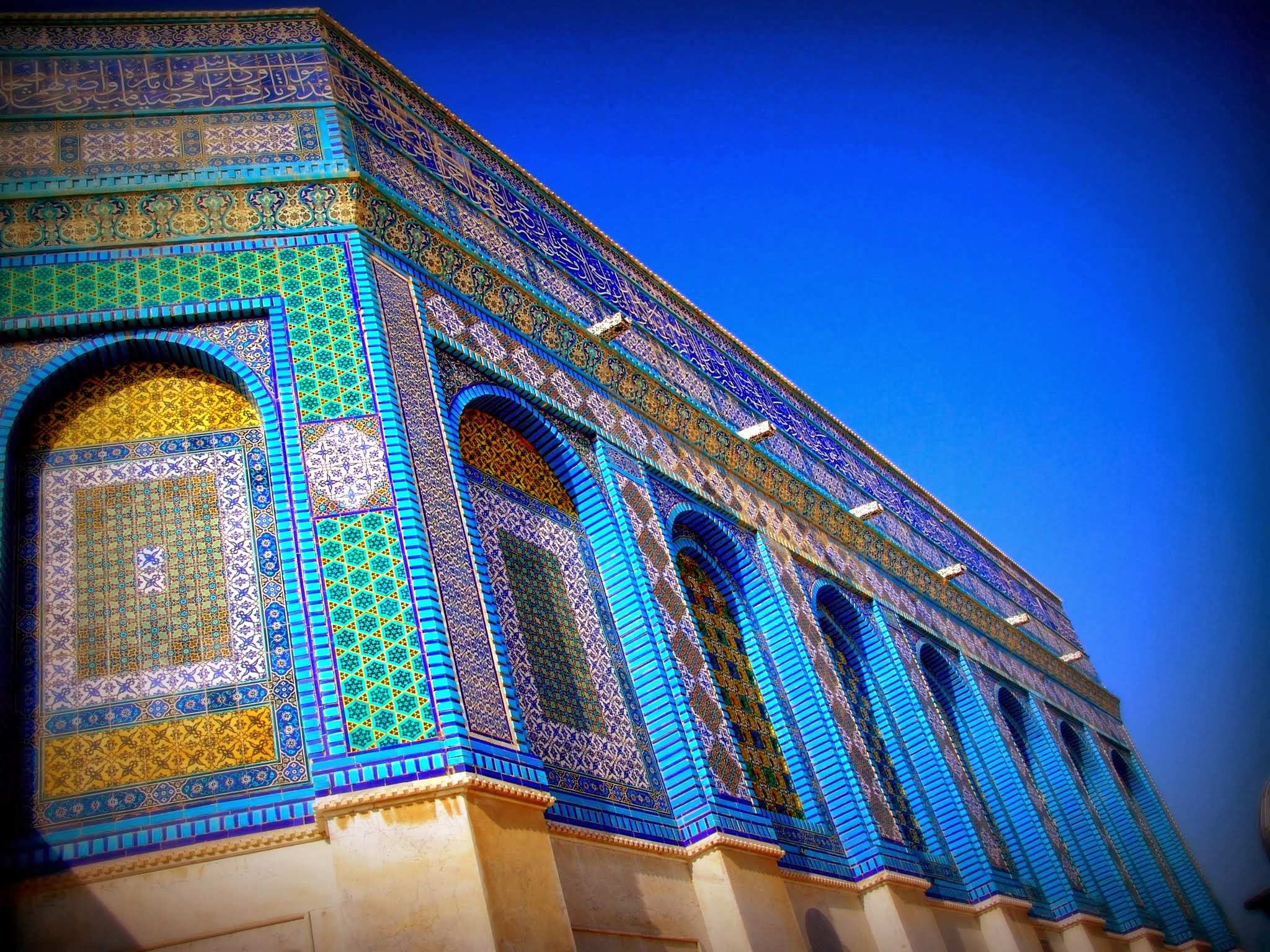
الزخرفة الخارجية.

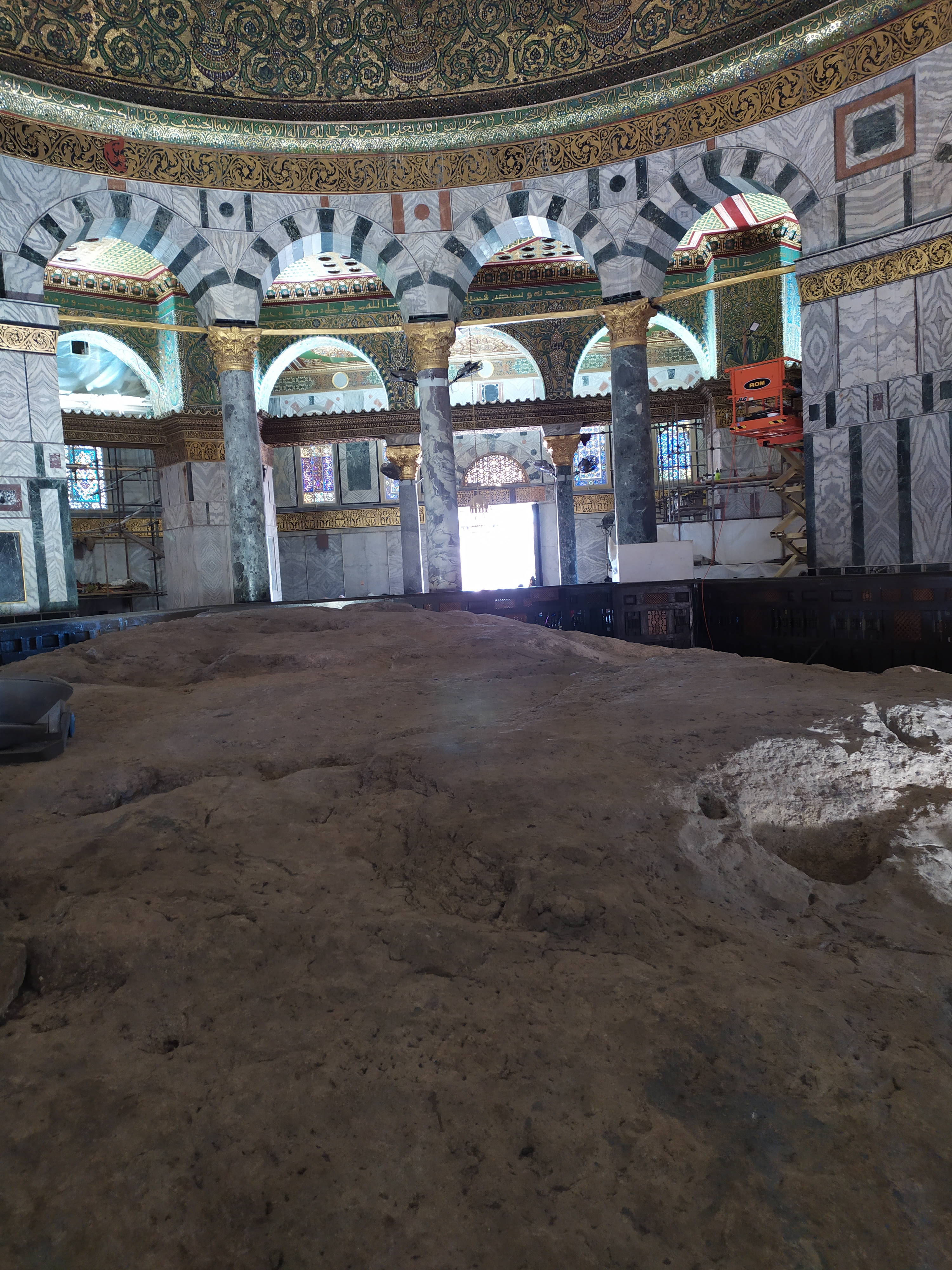
قبة الصخرة المشرفة من الداخل، تظهر الصخرة المقام عليها القبة الذهبية.

هي عبارة عن قطعة ضخمة من الصخر، تقع تحت القبة في وسط المصلى، طولها من الشمال إلى الجنوب حوالي 18 متراً، وعرضها من الشرق إلى الغرب حوالي أربعة عشر متراً، وأعلى نقطة فيها مرتفعة عن الأرضية نحو متر ونصف، وحولها حاجز من الخشب المنقوش والمدهون، وحول هذا الحاجز مصلى للنساء وله أربعة أبواب، يفصل بينه وبين مصلى الرجال حاجز من الحديد المشبك.

### المغارة
تقع تحت الصخرة مغارة يطلق عليها اسم مغارة الأرواح، وينزل إليها من الناحية الجنوبية بأحد عشر درجة. على شكل قريب من المربع، طول كل ضلع منه حوالي أربعة أمتار ونصف. ولها سقف ارتفاعه ثلاثة أمتار، به ثغرة اتساعها متر واحد وعند الباب قنطرة مقصورة بالرخام على عمودين.

### الزخرفة

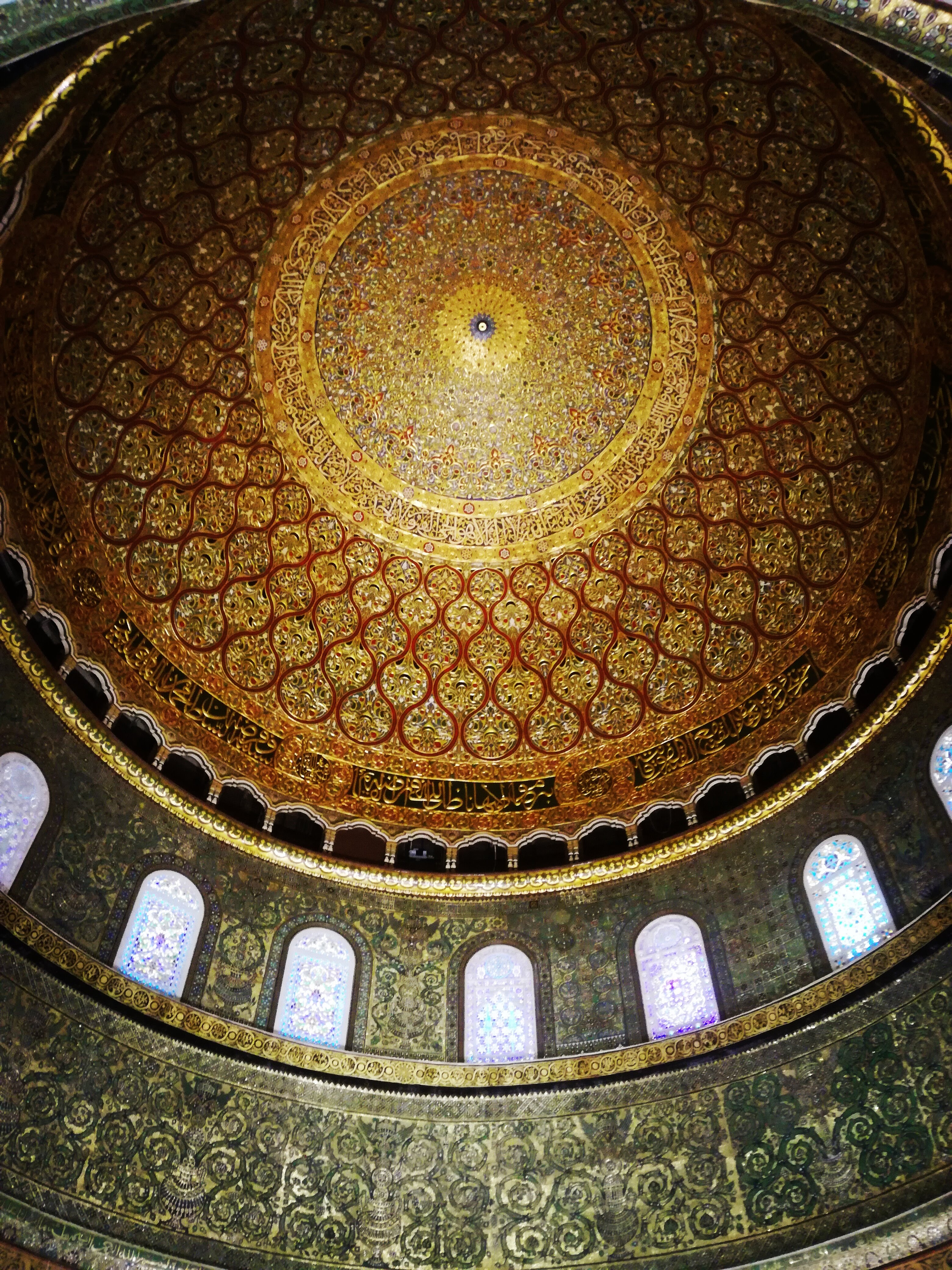
الزخارف الداخلية لقبة المسجد الأقصى.

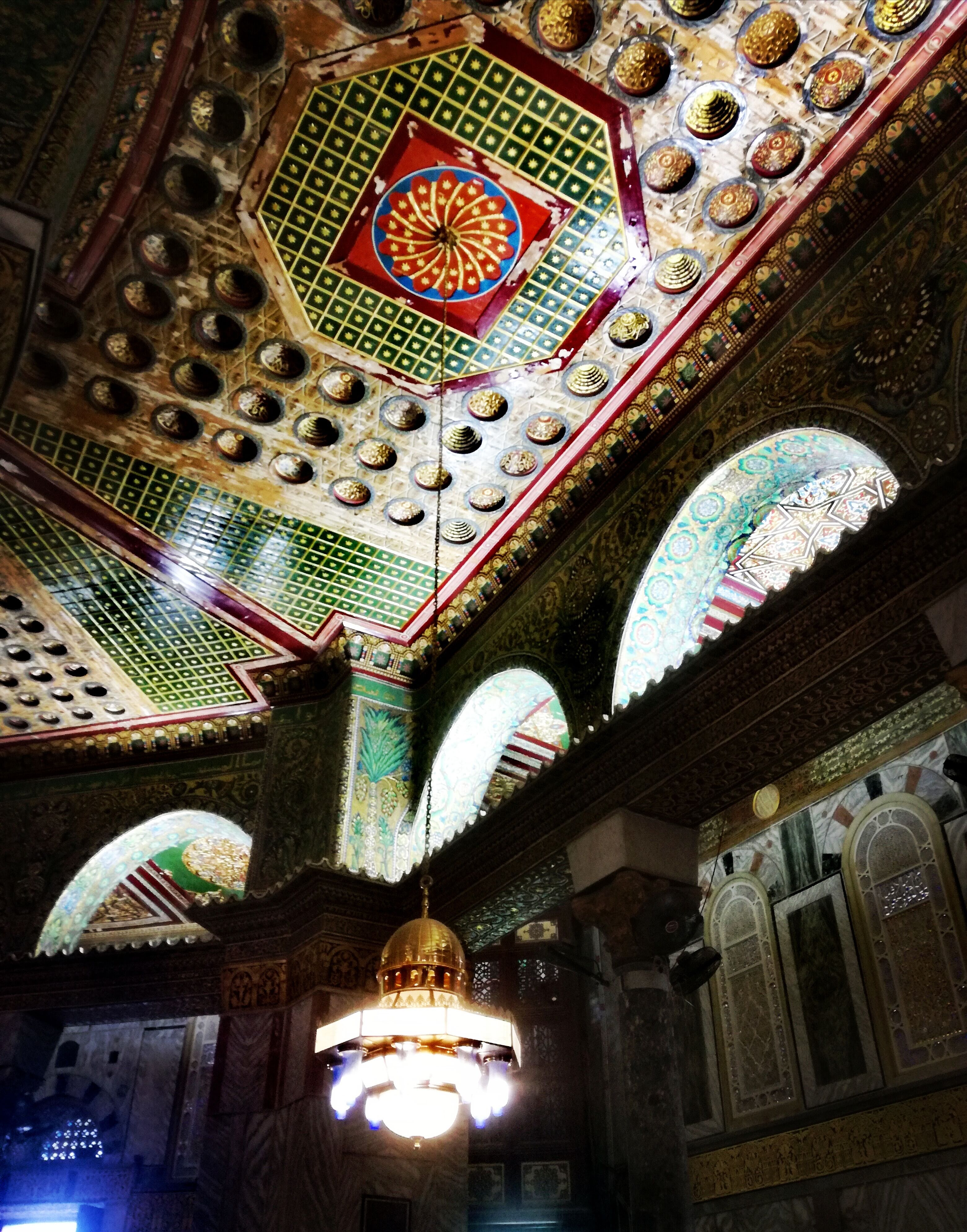
الزخارف الداخلية لمسجد قبة الصخرة.

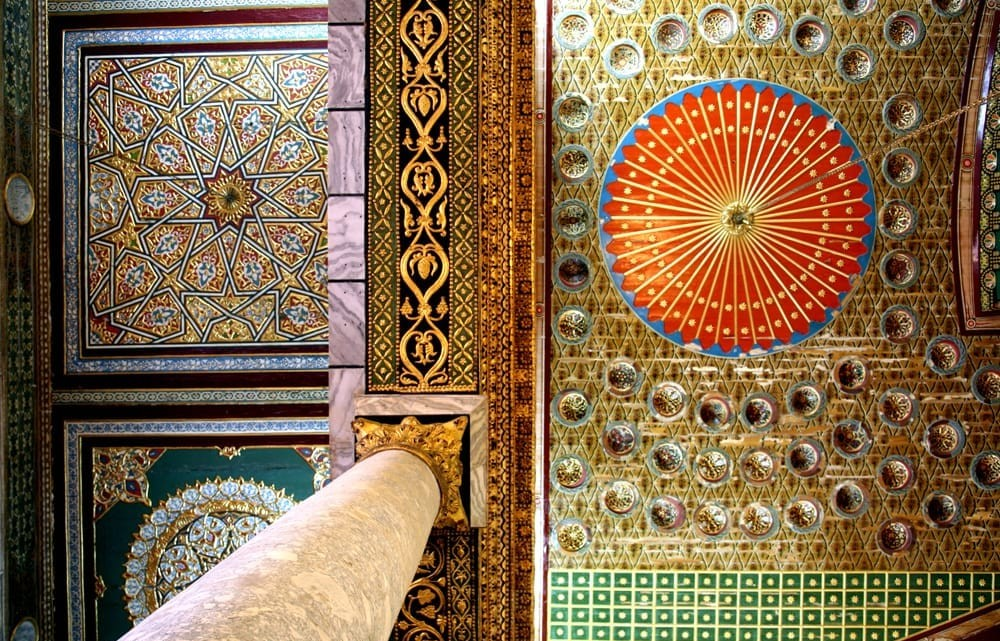
صورة تفصيلية تظهر التنوع الزخرفي في سقف مسجد قبة الصخرة المشرفة.

غطت معظم أروقة وجدران المصلى من الداخل بالفسيفساء وهي تظهر الفن الإسلامي في الزخرفة كي تشكل وحدة فنية منسجمة في التكوين ومتحدة في الأسلوب، حيث أنّ حجارة الفسيفساء كانت مصنوعة محلياً. أجمل ما في الزخرفة الآيات القرآنية في أعلى أقواس المضلع المثمن الأوسط تعتبر أقدم ما كتب من الخط العربي الجميل، أطلق عليه اسم الخط الجليل. ومجموعة الألواح البرونزية المذهبة التي تغطي بعضها أجزاء من الأبواب الأربعة أو الأفاريز الواصلة بين تيجان أعمدة أرواق هي أجزاء فريدة في العالم لأصالتها ولجمالها وغناها الزخرفي، وتسيطر عليها أوراق العنب والعناقيد المعالجة بمهارة متجددة.
وقد جاء الاستغناء عن الصور الممثلة للإنسان والحيوان وفقًا لأحكام الديانة الإسلامية. واستعيض عنها بالأشكال الطبيعية والرسوم المركبة والتقليدية، مما أعطى المكان رونقًا يمتاز عن غيره بما يبعث في النفس من الشعور بالهدوء والطمأنينة والتأمل العميق. والزخرفة بمجموعها مكونة من أشكال متباينة مرنة التكييف، ولا شك أن الفنان الصانع لها كان أمينًا في صنعه على المبادئ الأساسية لأساليب الزخرفة التي كثيرًا ما أهملت، وهي أن تأتي الزينة والزخرفة متنافسين مع المكان الذي تجملانه. وهندسة البناء الداخلية هي التي تطلبت أن تكون الزخرفة على ما جاءت عليه.
وصفوة القول إن قبة الصخرة في هندستها وشكلها وزخرفتها كانت ولا تزال من أجمل وأروع المباني التي أتحف بها العالم. وقلما يوجد في مباني العالم ما يفوقها، أو يضارعها بهاء وروعة وجمالًا. فزيادة على زخرفة سقوفها المذهبة وجدرانها الرخامية ونوافذها الزجاجية تفتن العين بالفسيفساء. وجمال تأليفها، وألوانها التي جاءت كلها على أحسن تناسق وانسجام، وبالأشكال المختلفة التي استعملت، والأساليب، والألوان، ودقة الصنع التي بلغت الحد الأعلى من الكمال. كل هذا جعل من قبة الصخرة أثرًا فريدًا في تاريخ الفن.
قبة الصخرة المشرفة بين الحقائق والزيف
الصخرة المشرفة هي صخرة طبيعية غير منتظمة الشكل تقع في أعلى نقطة من المسجد الأقصى المبارك في موقع قلب المسجد بالضبط، وهي صخرة طبيعية تتراوح أبعادها بين حوالي 13 مترًا و18 مترًا، ويبلغ ارتفاعها حوالي المترين تقريبًا، وقد دارت حولها القصص الخيالية غير الصحيحة بشكل كبير، كمن قال إنها طائرة في الهواء، ومن قال إنها طارت خلف النبي ، ومن قال إن لها نورًا، وغير ذلك.
والحقيقة أنها صخرة عادية ليس فيها أي ميزة إلا أنها كانت قبلة أنبياء بني إسرائيل قبل النبي ، وقيل إن النبي عرج من فوقها للسماء ليلة الإسراء والمعراج، وفيها مغارة صغيرة تسمى مغارة الأرواح، وهي كذلك تجويف طبيعي وليس فيه أي ميزة خارقة للعادة. وقد بنيت قبة الصخرة المشرفة فوق الصخرة، وهي ظاهرة للعيان إلى اليوم.
وحيكت عدة قصص شعبية خيالية زائفة حول الصخرة المشرفة، ذكرها كثير من العلماء، وجمعها الأستاذ عيسى القدومي في كتابه (المسجد الأقصى: الحقيقة والتاريخ)، فمما ذكر القدومي أنها أخبار مكذوبة: أن الصخرة من صخور الجنة، وأنها سيدة الصخور، وهي معلقة من كل الجهات، كما أن مياه الأرض كلها تخرج من تحت هذه الصخرة، وتتحول إلى مرجانة بيضاء.
ونشر عنها غيرها من أكاذيب مثل أن عليها موضع قدم رسول الله محمد ﷺ، وعليها أثر أصابع الملائكة، وأن الماء الذي يخرج من أصل الصخرة نهر من أنهار الجنة، وأن المياه العذبة والرياح واللواقح من تحت صخرة ببيت المقدس.
قيل أيضًا أنها عرش الله الأدنى، ومن تحتها بسطت الأرض، وأنها وسط الدنيا وأوسط الأرض كلها، وأخيرًا أن لها مكانة الحجر الأسود في الكعبة.
وأكد الدكتور عبد الله معروف في دراسته لمعالم المسجد الأقصى أن العلماء أنكروا هذا التعلق بالصخرة، وبينوا أنها صخرة طبيعية وجزء من المسجد الأقصى، وليس لها أية ميزة خاصة، وأكد أن تنبيه الناس إلى حقيقة صخرة بيت المقدس، لا يقلل من فضائل المسجد الأقصى وبيت المقدس بالبركة والفضيلة، وثبت عن رسول الله ﷺ في الكتب الصحاح والسنن، الكثير من الأحاديث التي نصت على ما حباه الله تعالى من الخير والبركة، وبينت الخصائص التي تميز بها المسجد الأقصى وأرضه لما لها من مكانة عظيمة ومنزلة رفيعة في الشرع الإسلامي. فبركة المسجد الأقصى ثابتة بالكتاب والسنة، ولنا غنى في الصحيح منها عن الموضوع والمكذوب.
وخلاصة الأمر أن أغلب ما قيل عن الصخرة من أخبار خيالية أصله من الإسرائيليات، وليس له أصل في المصادر الإسلامية الأساسية سواء القرآن الكريم أو الصحيح من حديث النبي ﷺ. وما التركيز على هذا الأمر إلا بسبب انتشار كبير لبعض هذه الأخبار الزائفة بين المسلمين هذه الأيام، وخاصة مسألة تعليق الصخرة في الهواء!

## معرض الصور

نموذج ثلاثي الأبعاد لقبة الصخرة.
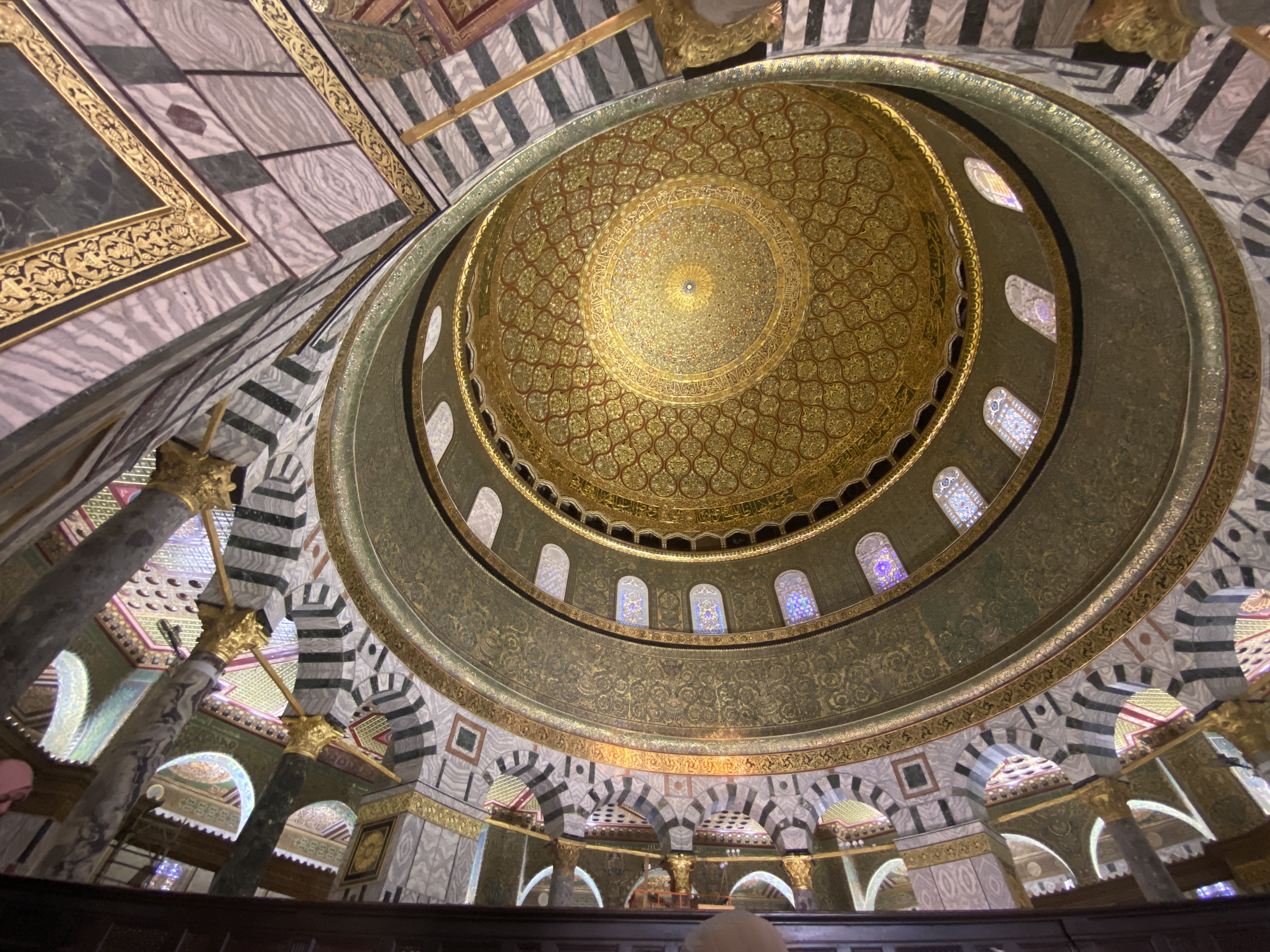
قبة الصخرة من الداخل.
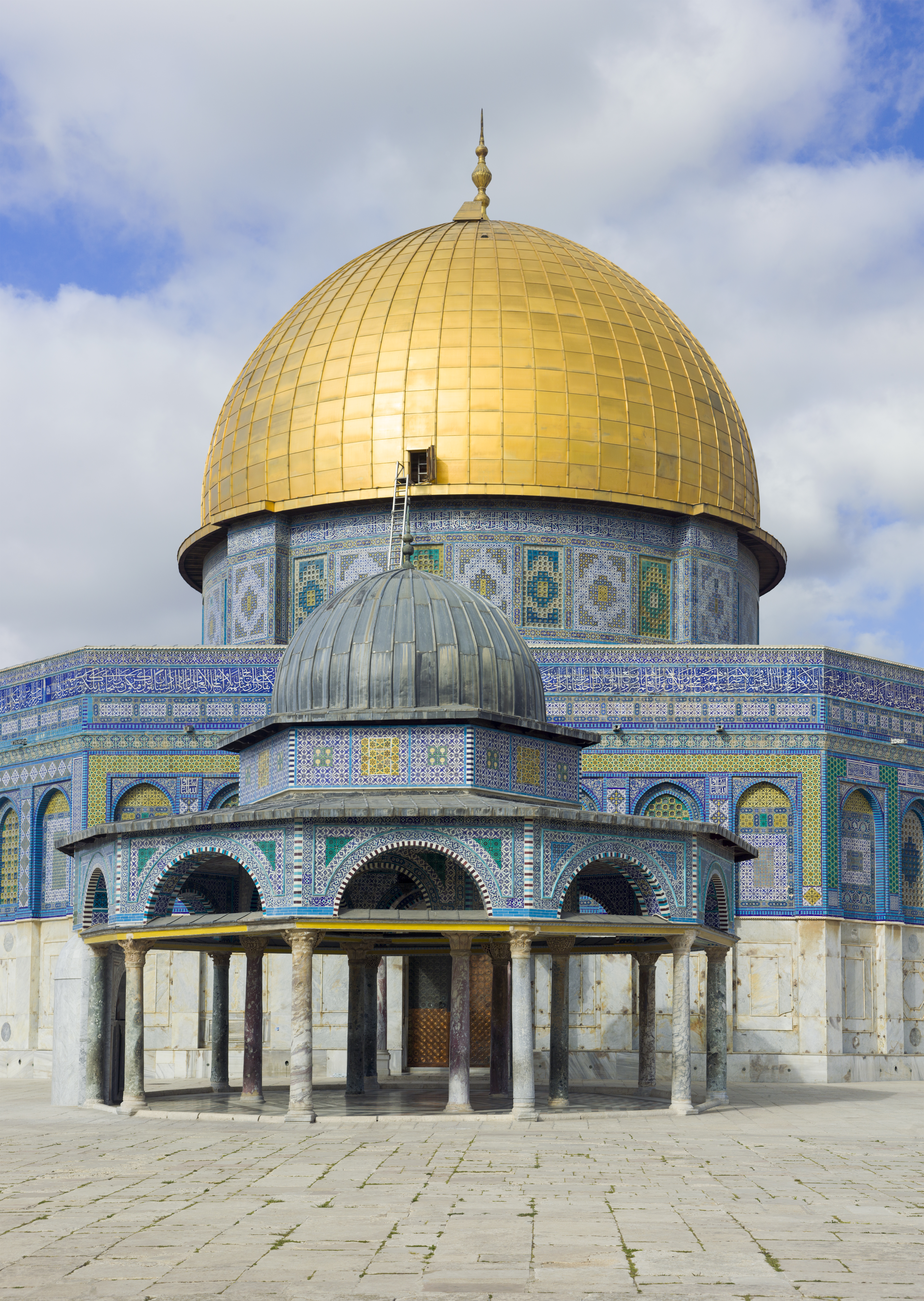
الواجهة الشرقية لقبة الصخرة، ومن أمامها قبة السلسلة.
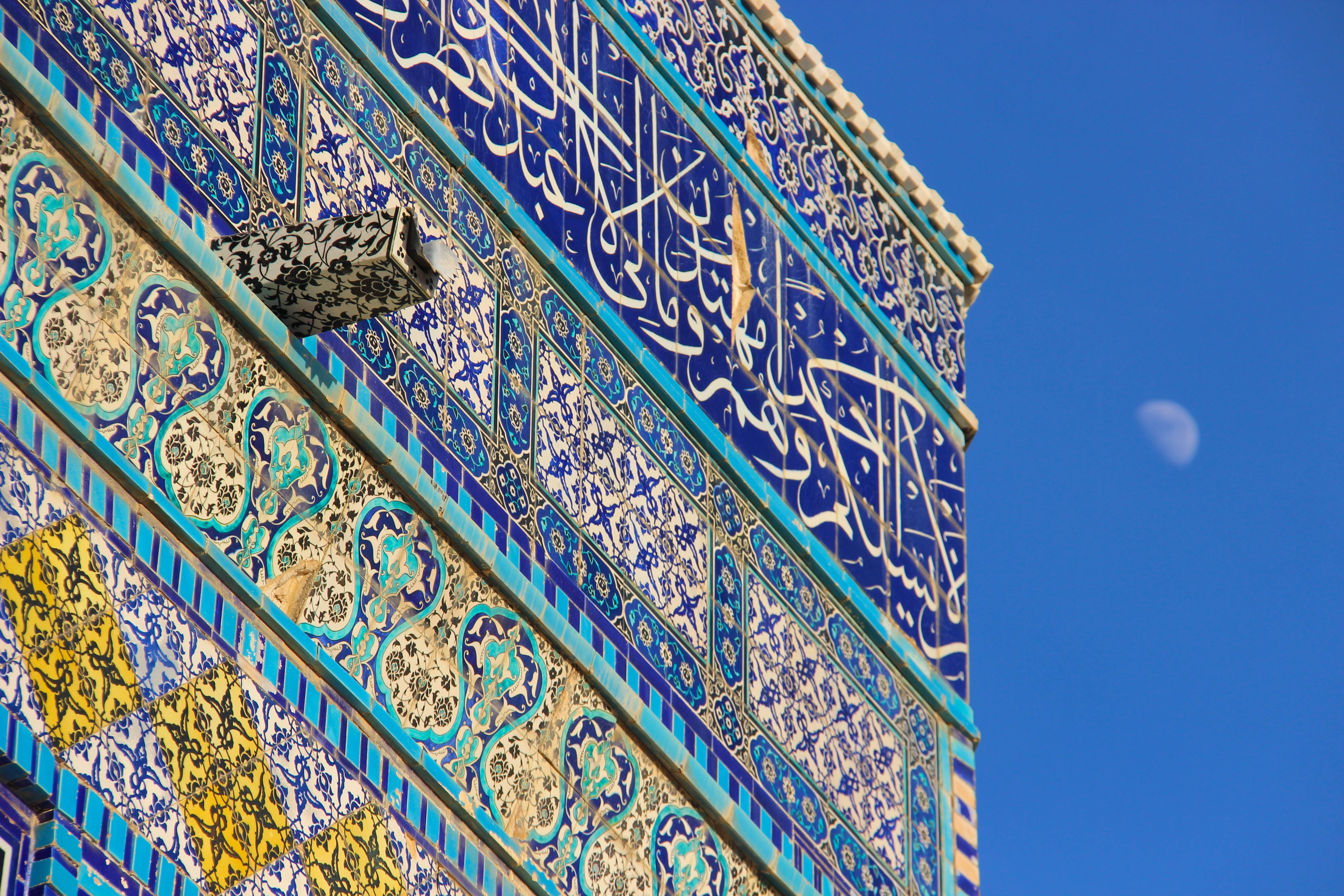
الزخرفة الإسلاميّة.
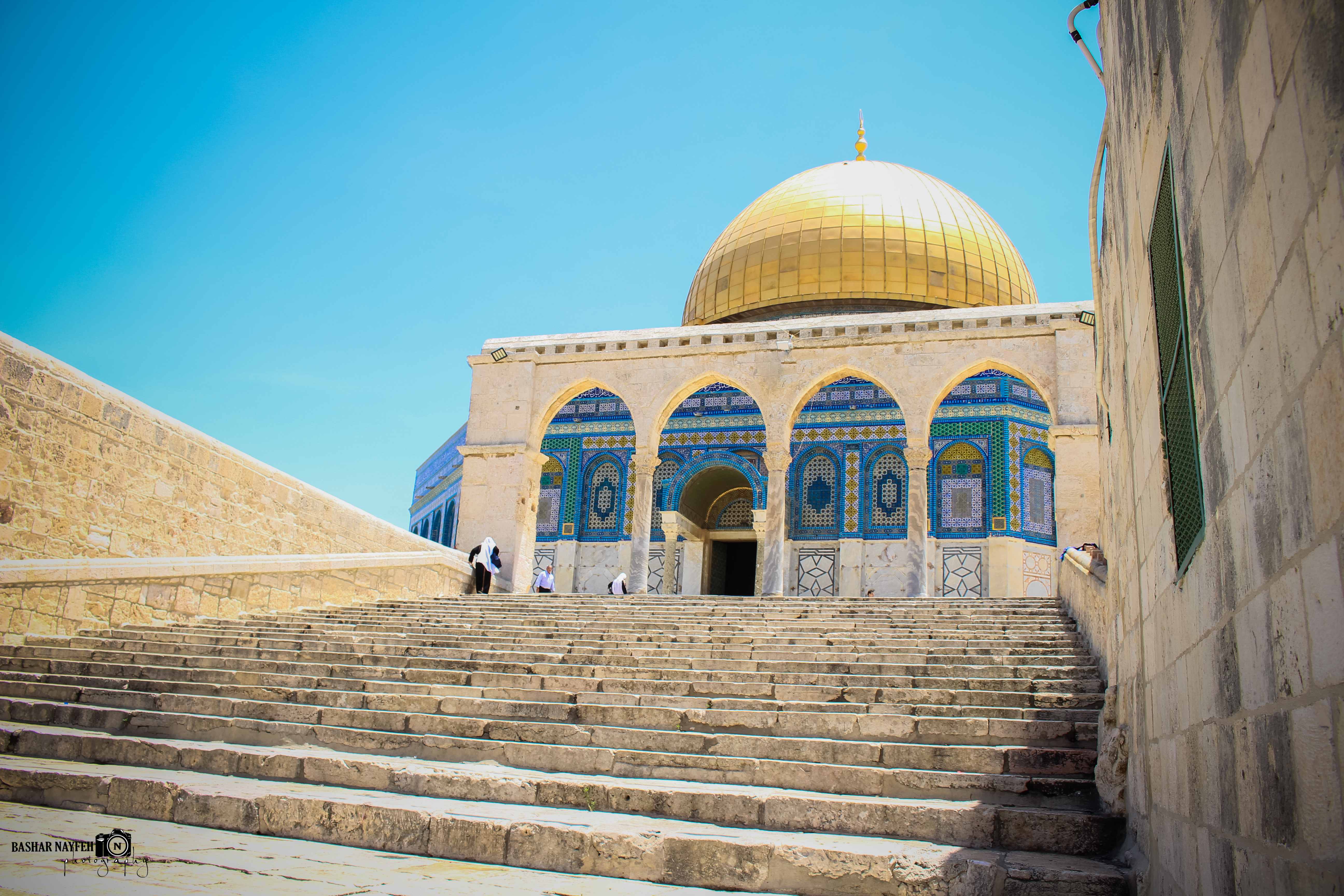
السلالم المودية للمسجد.
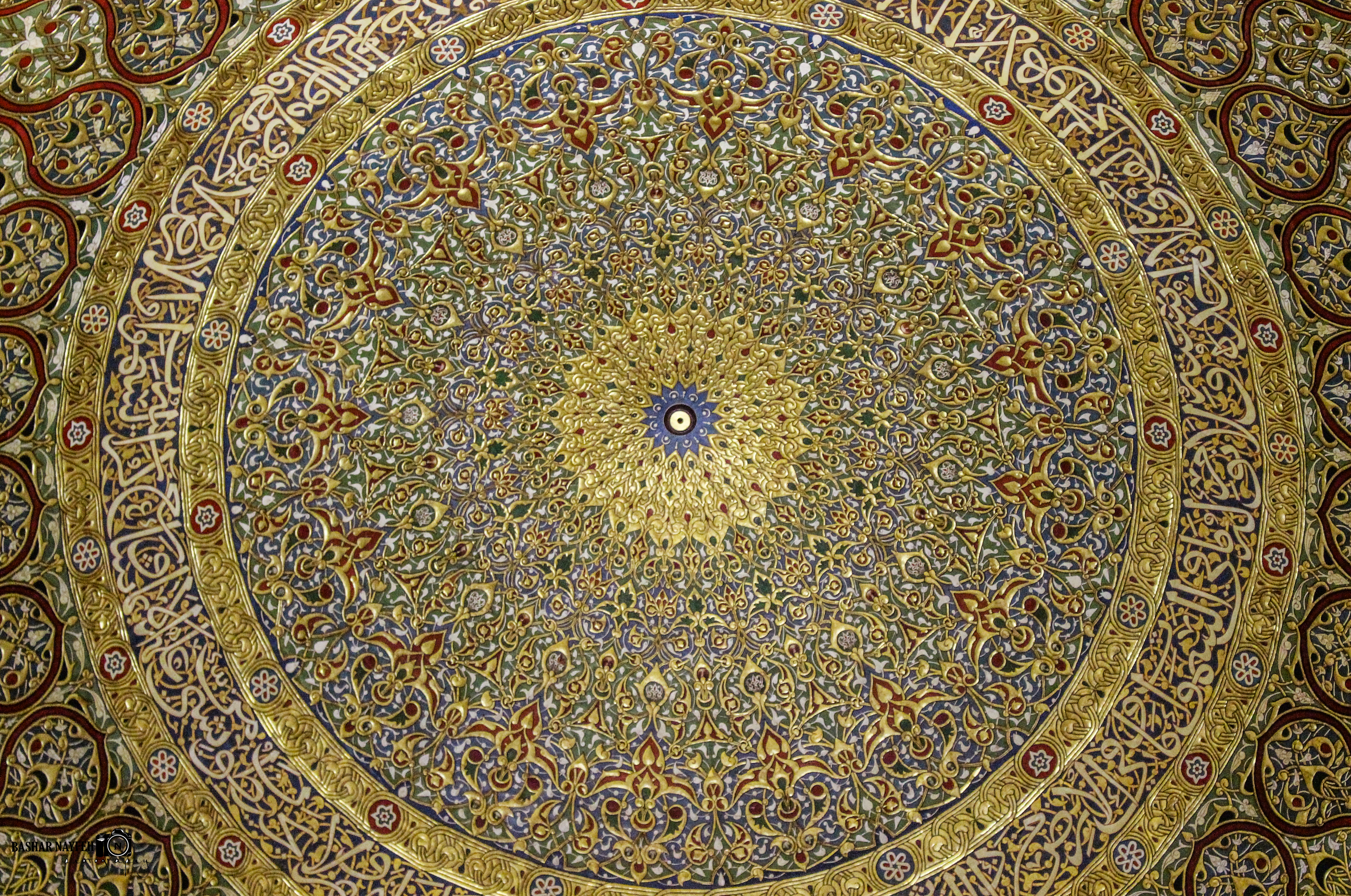
القبة من الداخل.
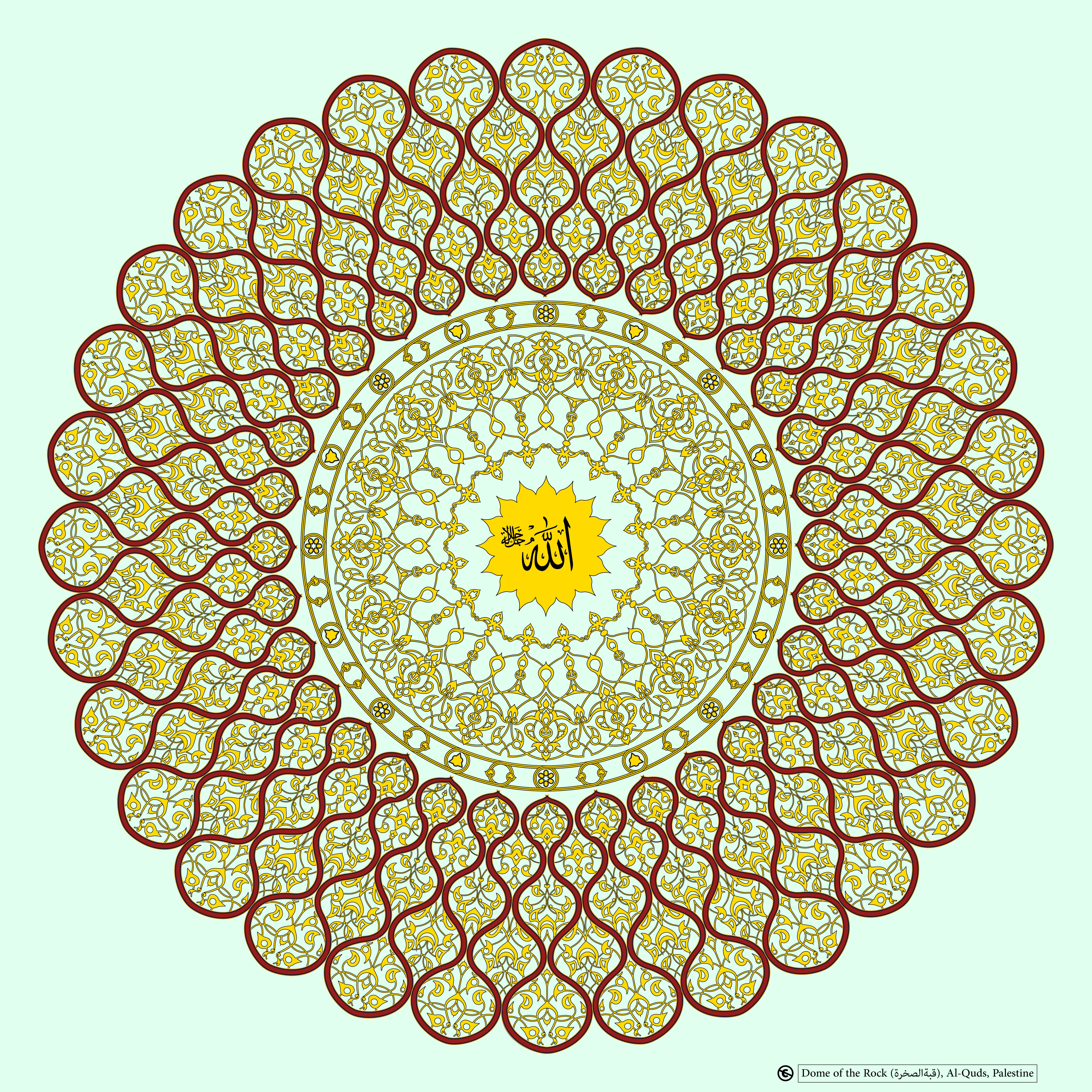
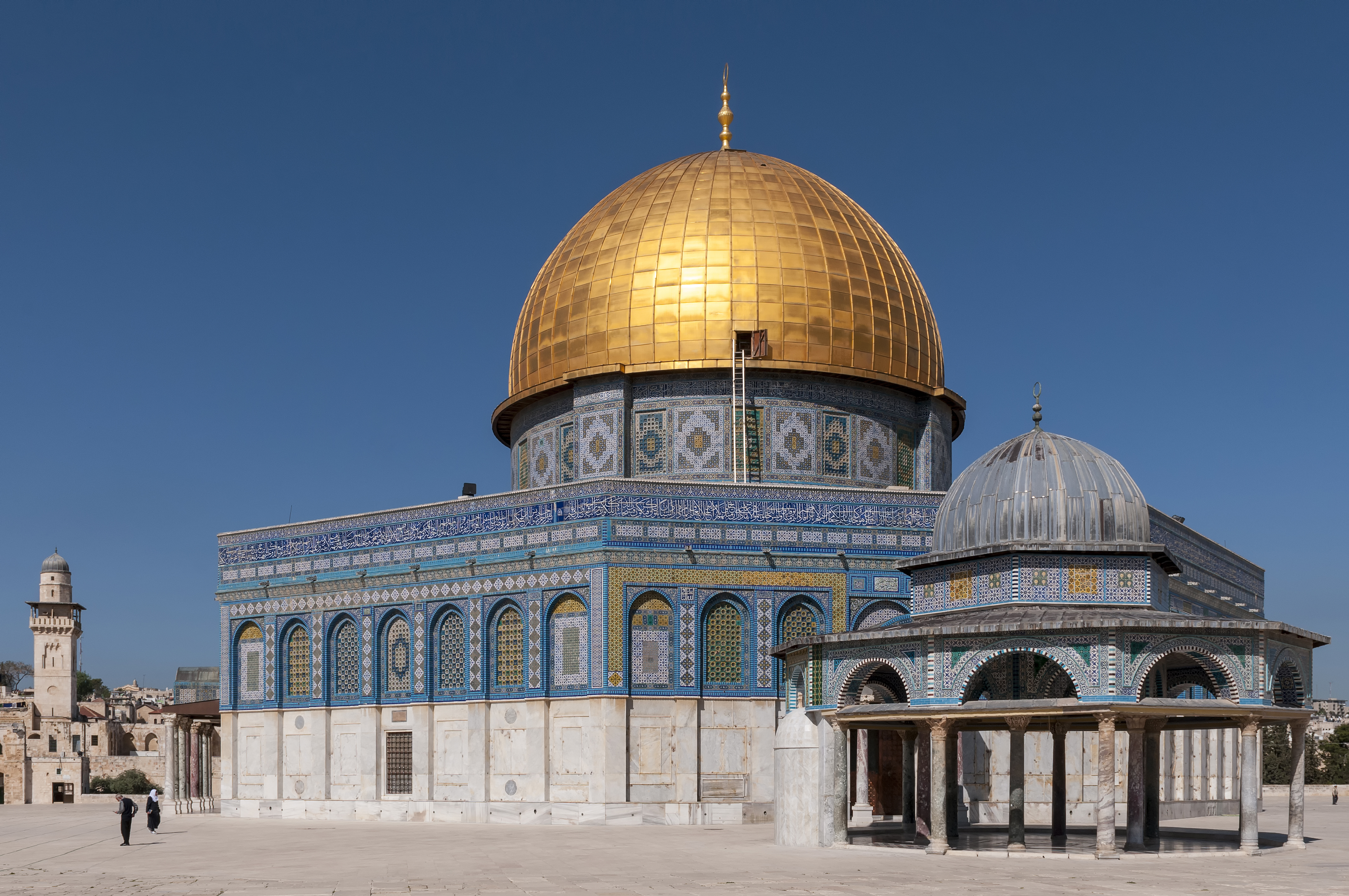
قبة الصخرة في 2016.
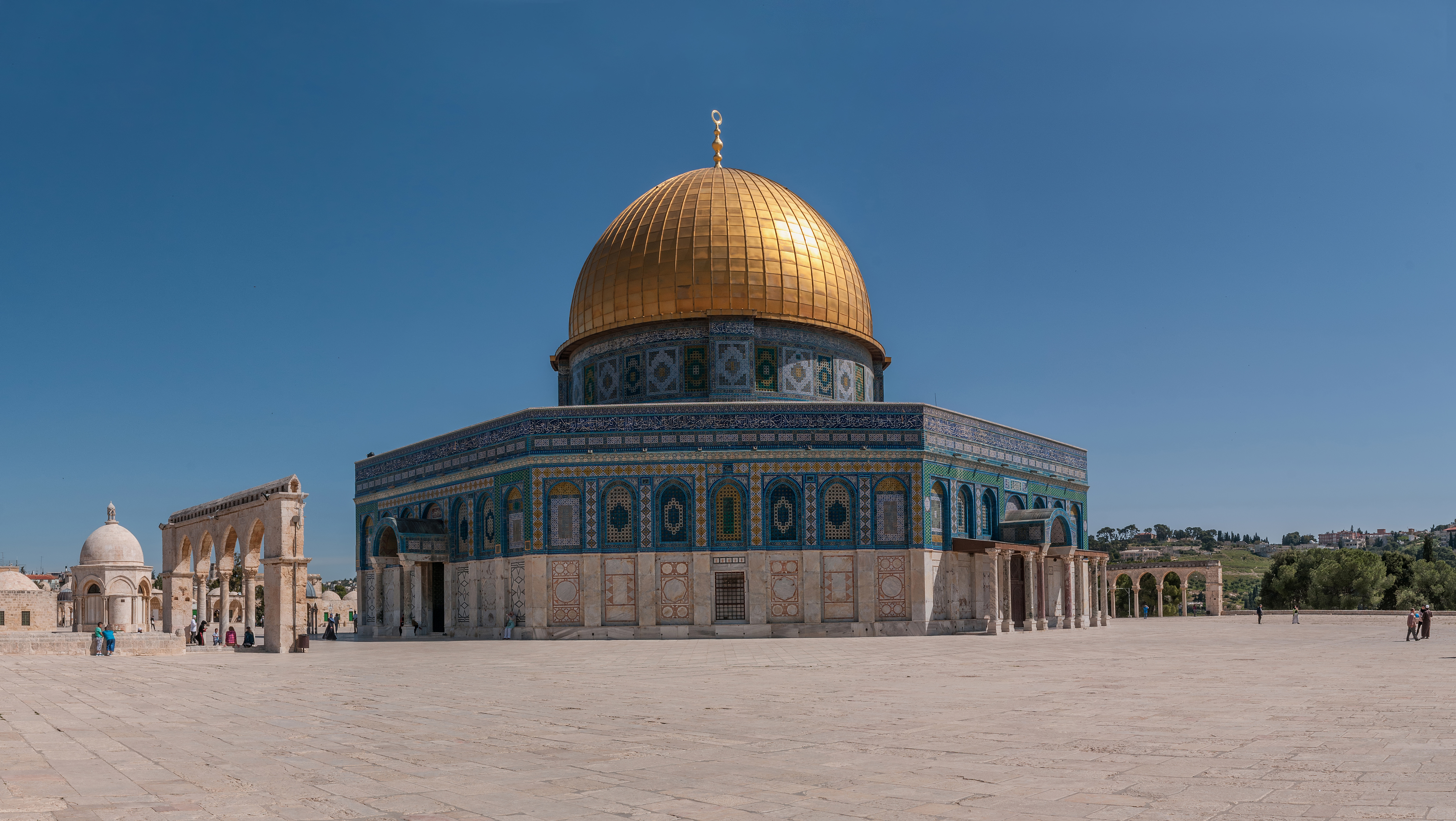
قبة الصخرة في 2016.
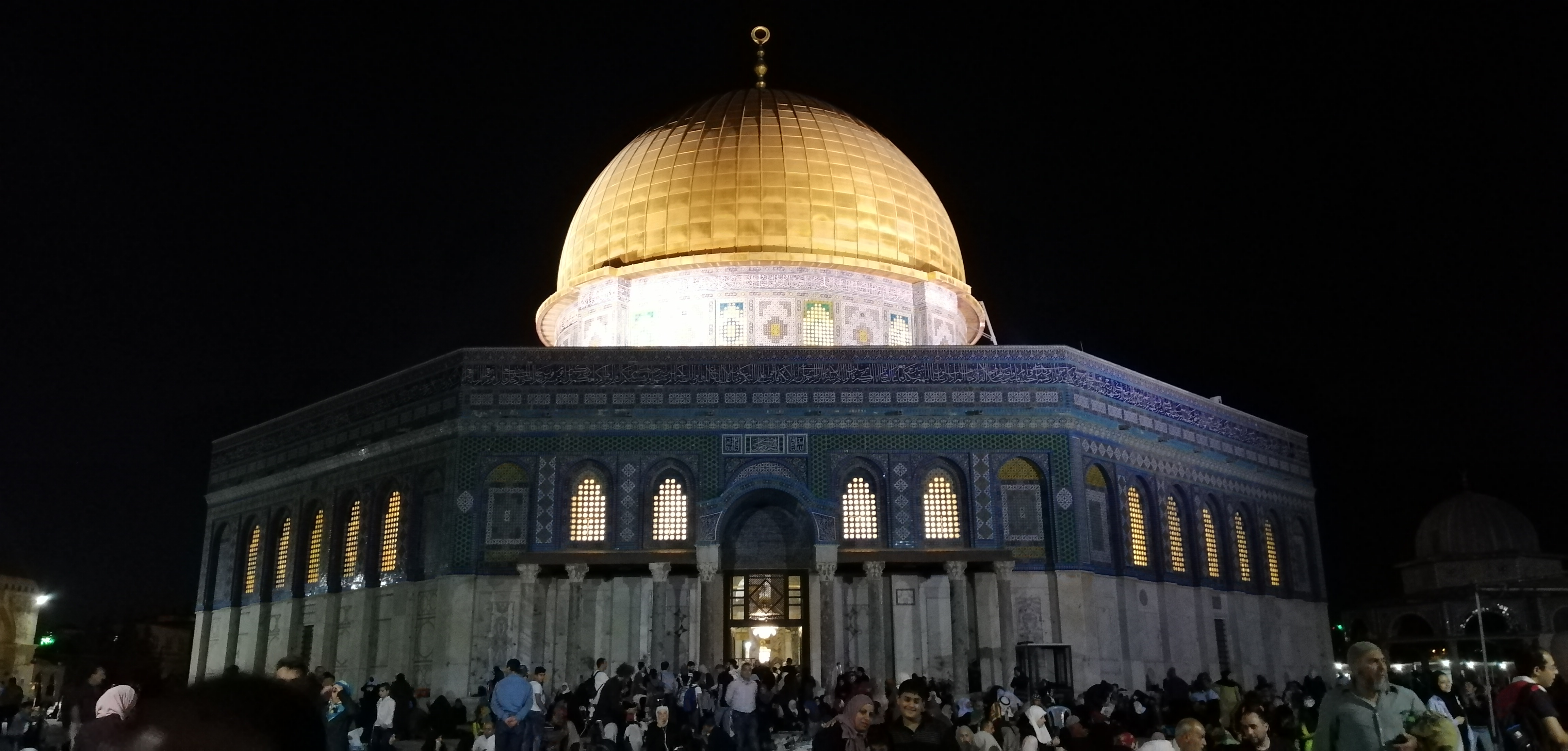
قبة الصخرة ليلاً عام 2019.
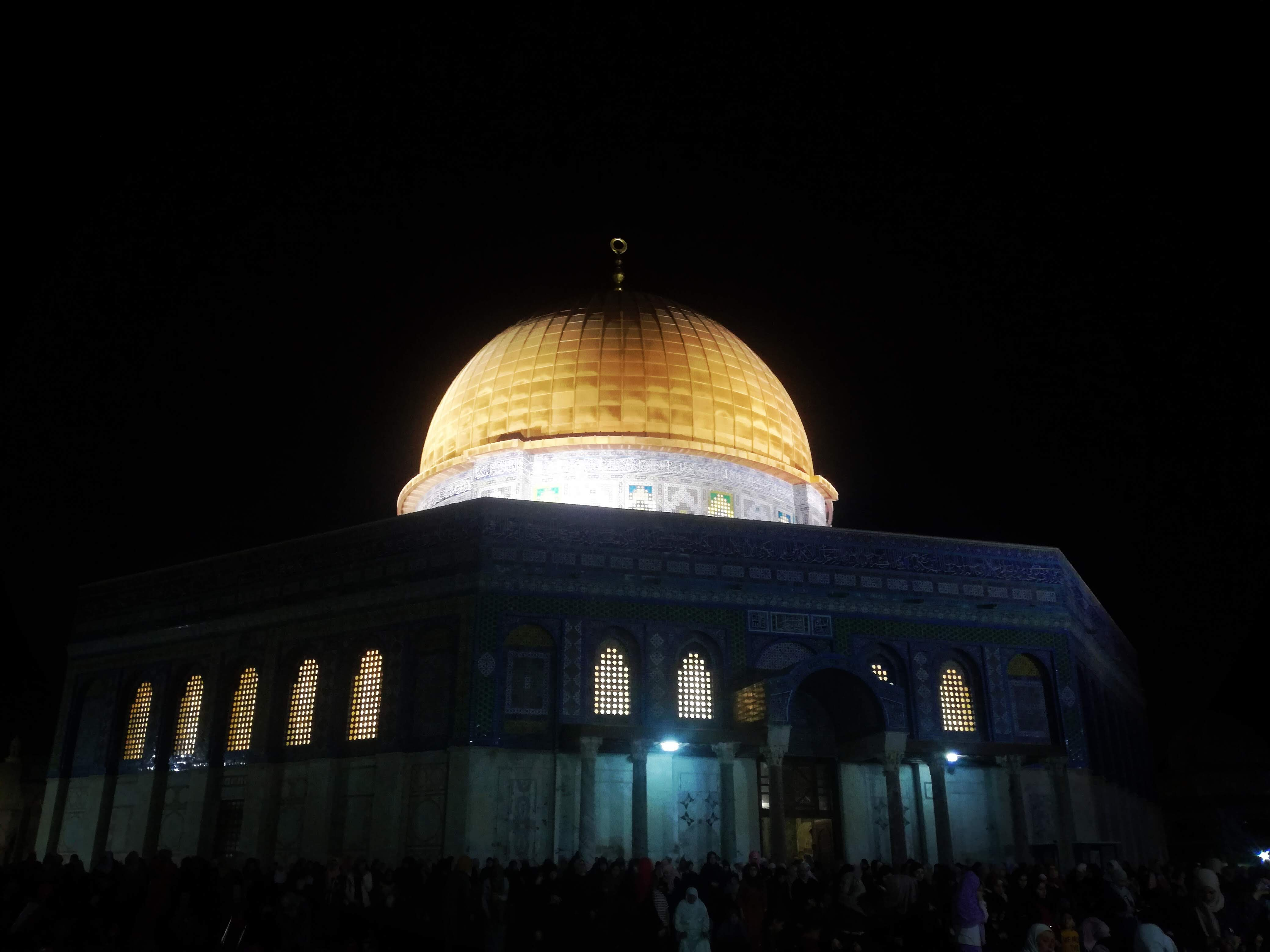
مسجد قبة الصخرة ليلاً.
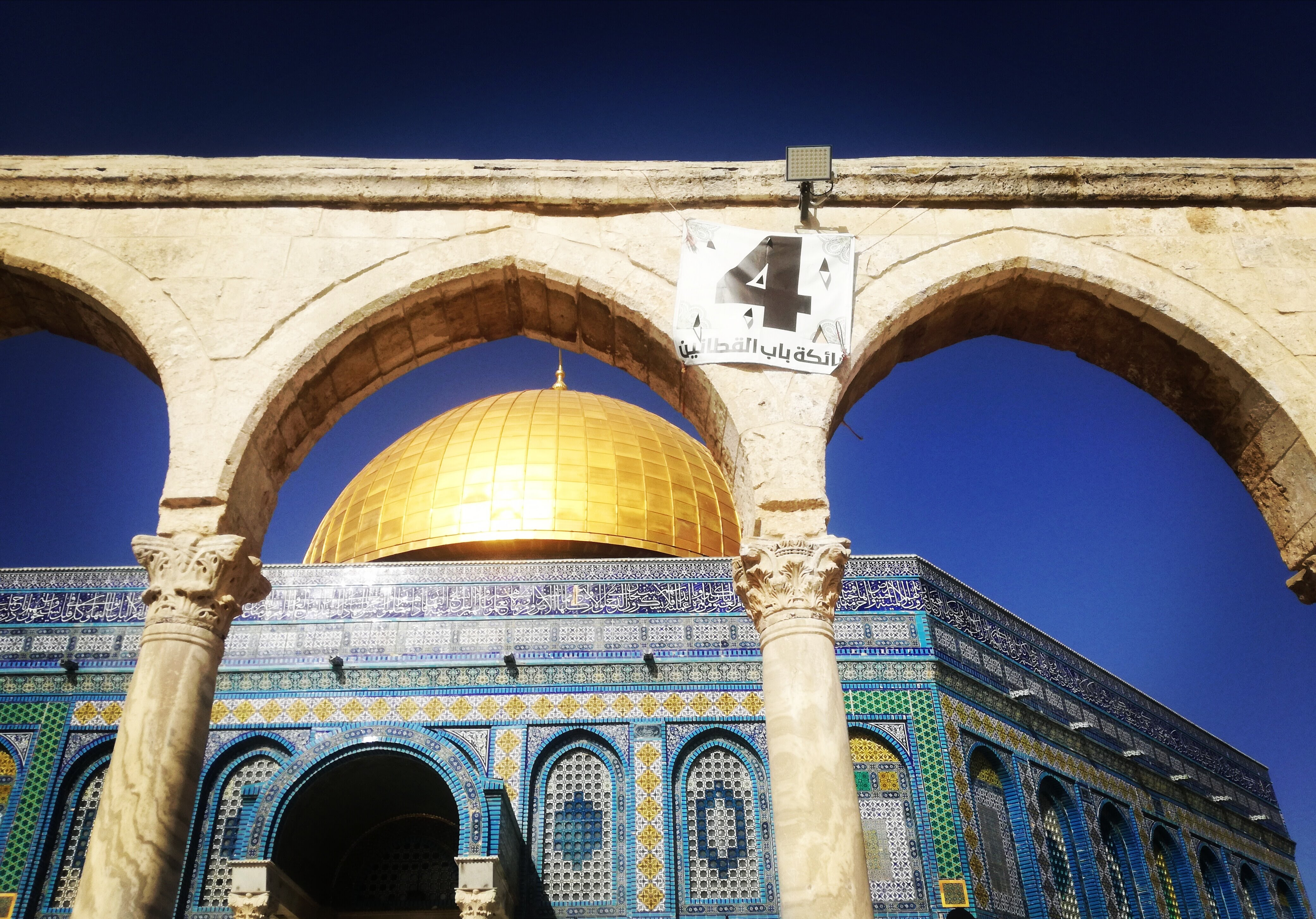
صورة تبيّن فيها باب القطانين.
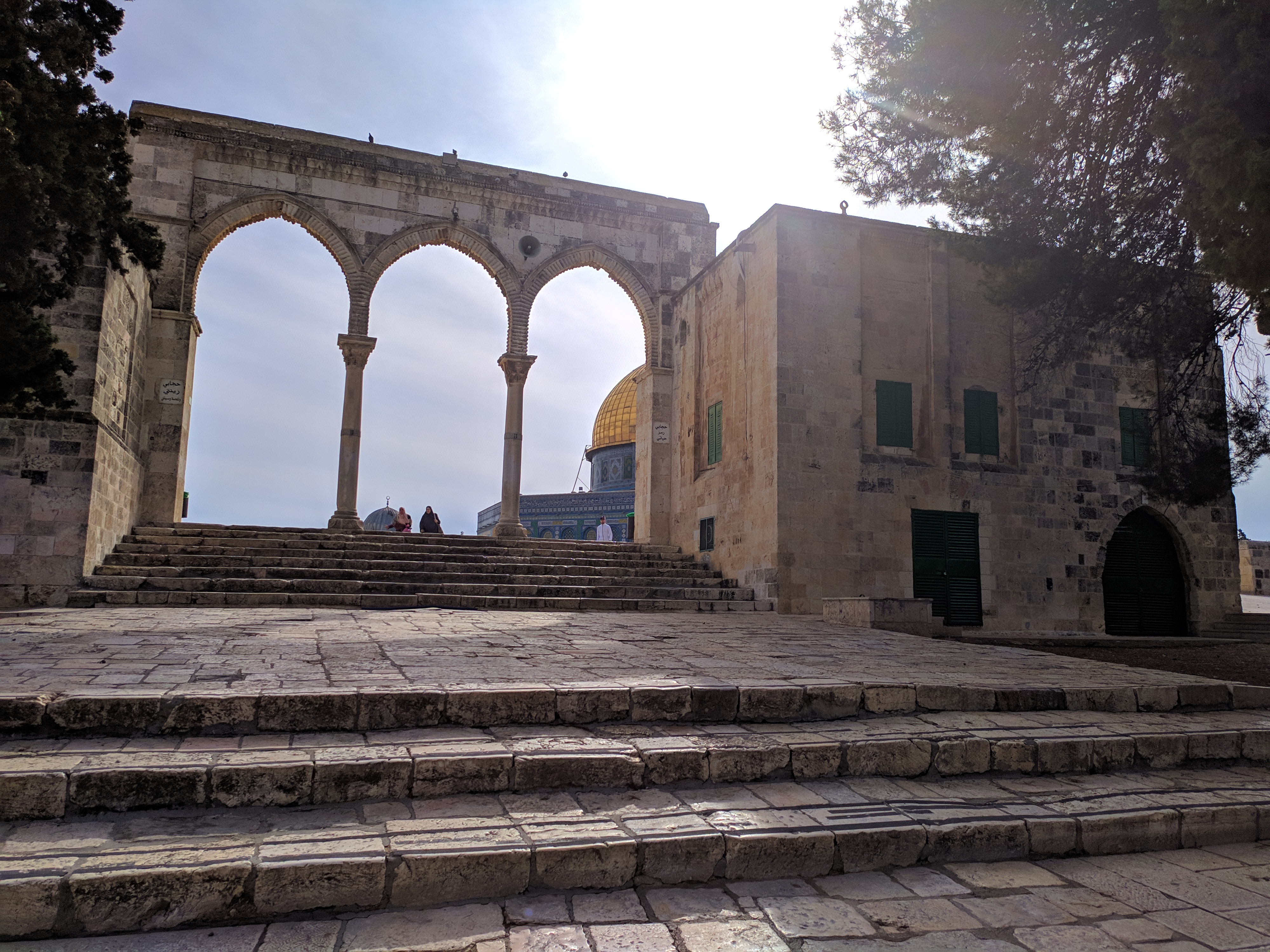
أحد الطرق المؤدية لقبة الصخرة في القدس الشريف 2019.
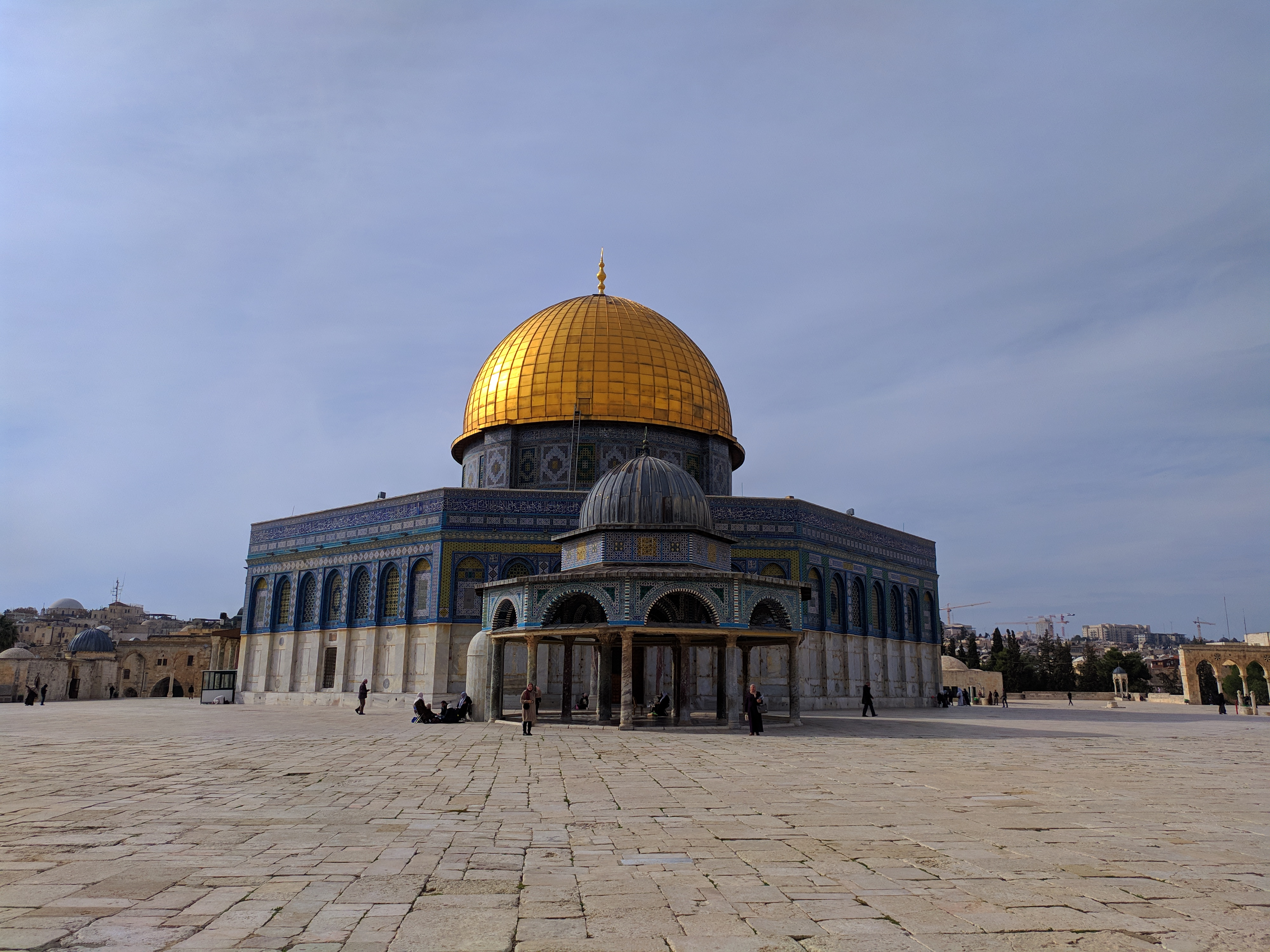
قبة الصخرة وقبة السلسلة كما يظهر من جهة كنيسة القيامة 2019.
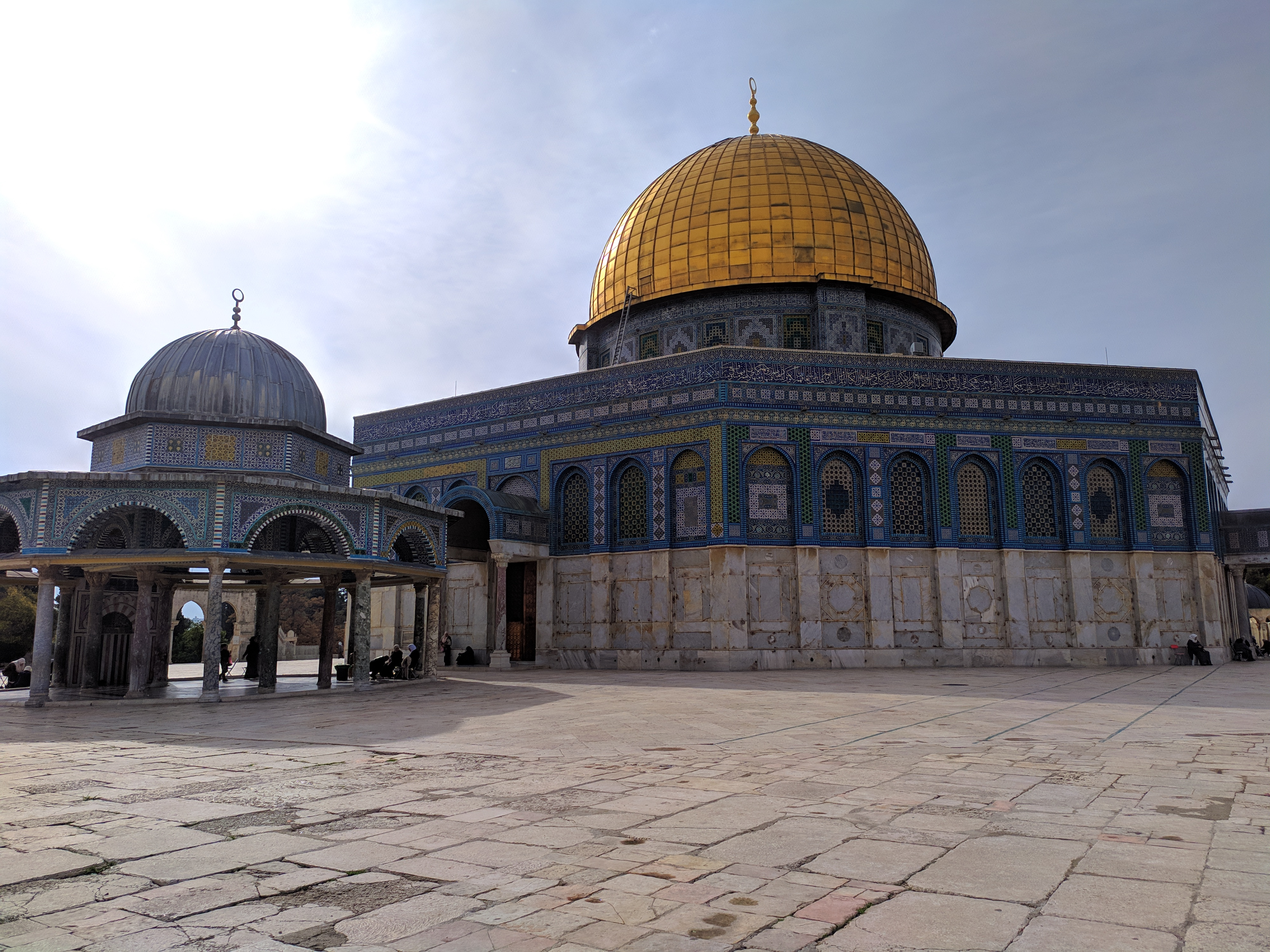
تبين الصورة قبة الصخرة وقبة السلسلة 2019.
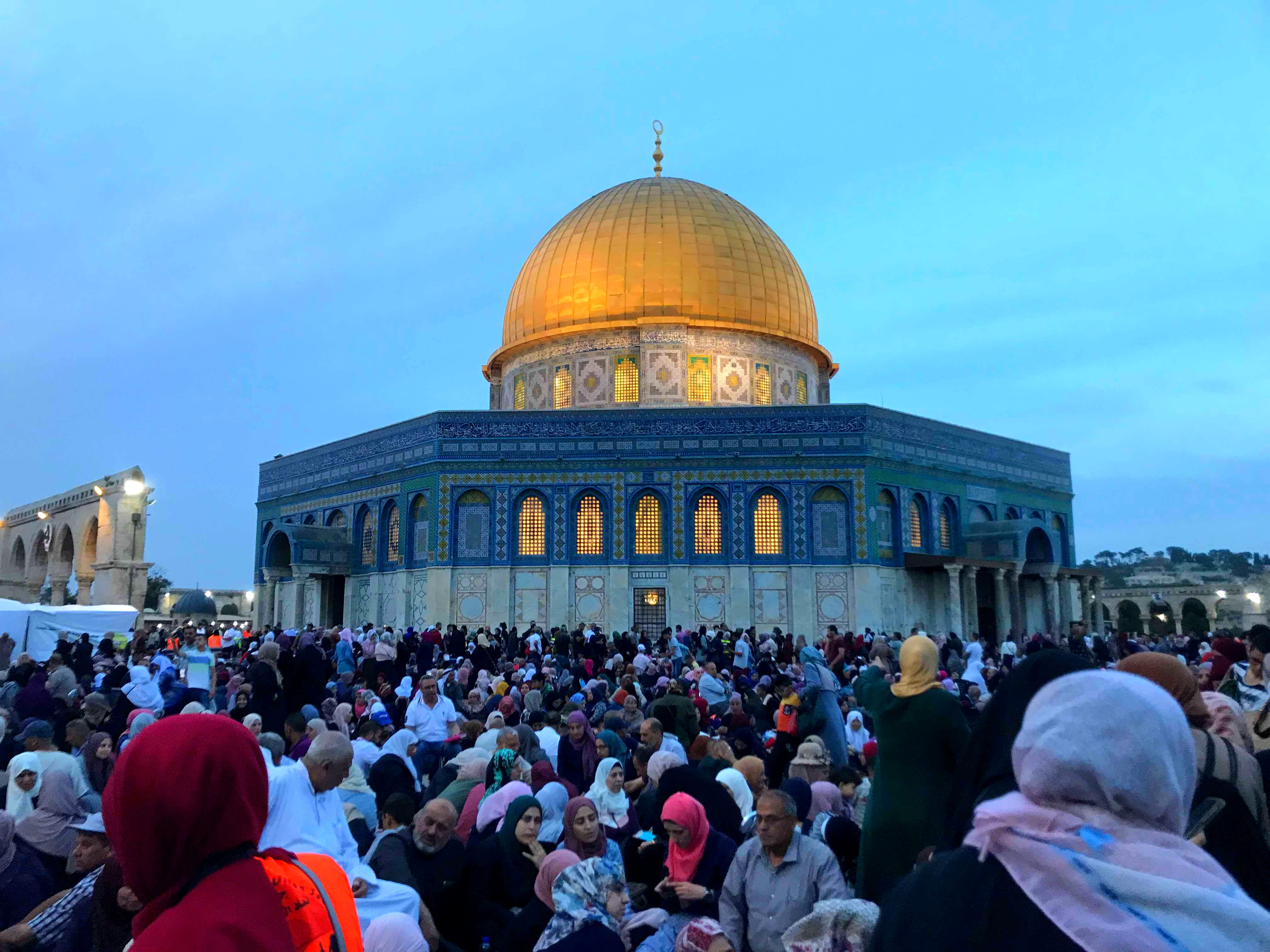
اجتماع المصلين حول قبة الصخرة.

## وصلات خارجية
- فيديو لداخل قبة الصخرة على يوتيوب.
- نموذج ثلاثي الابعاد لقبة الصخرة.